# Wallace Carothers

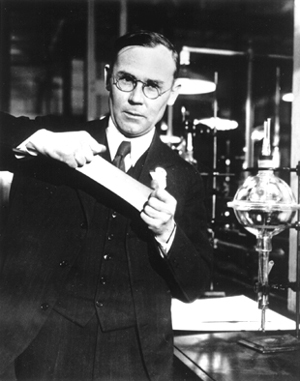
Wallace Carothers

Wallace Carothers, född 27 april 1896 i Burlington, Iowa, död 29 april 1937 i Philadelphia, Pennsylvania, var en amerikansk kemist som 1935 uppfann nylonet. Han var anställd hos DuPont. Efter en tids djup depression begick han självmord.